# Liste der denkmalgeschützten Objekte in Scharndorf
Die Liste der denkmalgeschützten Objekte in Scharndorf enthält die 17 denkmalgeschützten, unbeweglichen Objekte der Gemeinde Scharndorf.

## Denkmäler
| Foto |                 | Denkmal | Standort                                                 | Beschreibung | Metadaten |
| ---- | --------------- | --- | -------------------------------------------------------- | --- | --- |
| ja   | Datei hochladen | Kath. Pfarrkirche hl. Jakob der Ältere HERIS-ID: 15442 Objekt-ID: 11686                                                          | gegenüber Am Kirchberg 11 Standort KG: Regelsbrunn       | Die barocke Saalkirche mit Rundbogenfenstern und Satteldach entstand Ende des 17. Jahrhunderts aus dem Umbau eines Getreidespeichers. Sie ist von einem Friedhof mit rechteckiger Umfassungsmauer umgeben. Östlich befindet sich eine angebaute Sakristei (ehem. Hl.-Grab-Kapelle), im Südwesten ein schlanker Eckturm mit Glockengeschoß und Zwiebelhelm. Vor das barocke, ehemalige Hauptportal aus der ersten Hälfte des 17. Jahrhunderts wurde eine neue Vorhalle gebaut. Im Inneren ein mit 1922 bezeichneter, neugotischer Hauptaltar sowie eine neugotische Orgel aus dem Jahr 1841 von Josef Loyp.                                                                                | BDA-Hist.: Q15124714 Status: § 2a Stand der BDA-Liste: 2025-06-30 Name: Kath. Pfarrkirche hl. Jakob der Ältere GstNr.: 1 Pfarrkirche Regelsbrunn                                                          |
| ja   | Datei hochladen | Ehem. Poststation, Altes Posthaus HERIS-ID: 15499 Objekt-ID: 11743                                                               | Hainburger Straße 3 Standort KG: Regelsbrunn             | Die ehemalige Poststation wurde 1770/80 ausgebaut, es besteht nach Abbruch des Westtraktes eine dreiflügelige Anlage mit straßenseitiger Einfahrt, Ziegeldächern und meist aufgedoppelten Torflügeln. Der traufständige, eingeschoßige, sechsachsige Wohntrakt zeigt plattenstilartigen Fassadendekor, einen flachen Mittelrisalit, ein Oberlichtportal sowie josephinische Fensterkörbe und ist mit einem Walmdach gedeckt. Der hofseitige Scheunentrakt besitzt ein übergiebeltes Korbbogenportal und eine Sonnenuhr. Der Stalltrakt im Osten ist mit 1655 bezeichnet; im Erdgeschoß befinden sich von Säulen getragene Platzlgewölbe, das Bodengeschoß ist mit einem Walmdach bedeckt. | BDA-Hist.: Q37786560 Status: Bescheid Stand der BDA-Liste: 2025-06-30 Name: Ehem. Poststation, Altes Posthaus GstNr.: 259, 260                                                                            |
| ja   | Datei hochladen | Gräberfeld Regelsbrunn-Wildungsmauer HERIS-ID: 16171 Objekt-ID: 12428                                                            | Oberfeld Standort KG: Regelsbrunn                        | Anmerkung: Das Gräberfeld erstreckt sich über die beiden Katastralgemeinden Regelsbrunn und Wildungsmauer. | BDA-Hist.: Q37809271 Status: Bescheid Stand der BDA-Liste: 2025-06-30 Name: Gräberfeld Regelbrunn-Wildungsmauer GstNr.: 318, 319, 320, 321, 322, 323, 324, 325, 326/1, 327, 328, 329                      |
| ja   | Datei hochladen | Bildstock HERIS-ID: 15504 Objekt-ID: 11748                                                                                       | bei Wiener Straße 15 Standort KG: Regelsbrunn            | Der Pfeilerbildstock am westlichen Ortsausgang stammt vom Ende des 17. Jahrhunderts. Er steht auf einem quadratischen Sockel und hat eine mit 1868 bezeichnete, profilierte Deckplatte. | BDA-Hist.: Q37786724 Status: § 2a Stand der BDA-Liste: 2025-06-30 Name: Bildstock GstNr.: 82/1 |
| ja   | Datei hochladen | Bildstock Türkenstein HERIS-ID: 15512 Objekt-ID: 11756                                                                           | bei Bodenzeile 6 Standort KG: Scharndorf                 | Pfeiler mit abgefastem Schaft und Flachnischen, bezeichnet 1658 (Widmung) und 1685 (Türken). | BDA-Hist.: Q37787315 Status: § 2a Stand der BDA-Liste: 2025-06-30 Name: Bildstock Türkenstein GstNr.: 722/1                                                                                               |
| ja   | Datei hochladen | Florianibrunnen HERIS-ID: 15517 Objekt-ID: 11761                                                                                 | Hauptplatz 5 Standort KG: Scharndorf                     | Rechteckiger Brunnen mit Rundbogennische, bekrönt von einer Statue des heiligen Florian in barocken Formen. | BDA-Hist.: Q37787387 Status: § 2a Stand der BDA-Liste: 2025-06-30 Name: Florianibrunnen GstNr.: 722/1 |
| ja   | Datei hochladen | Bildstock HERIS-ID: 15516 Objekt-ID: 11760                                                                                       | gegenüber Höfleinerstraße 1 Standort KG: Scharndorf      | Hoher Tabernakelpfeiler am südlichen Ortsausgang, bezeichnet 1738. | BDA-Hist.: Q37787370 Status: § 2a Stand der BDA-Liste: 2025-06-30 Name: Bildstock GstNr.: 34/1 |
| ja   | Datei hochladen | Kath. Pfarrkirche hl. Margarete HERIS-ID: 15508 Objekt-ID: 11752                                                                 | bei Kirchengasse 1 Standort KG: Scharndorf               | Mittelalterliche, barock erhöhte Saalkirche mit eingezogenem gotischem Chor sowie wuchtigem quadratischem Wehrturm im Westen. Die etwas erhöht stehende Kirche ist von einer mittelalterlichen Umfassungsmauer und dem Friedhof umgeben. | BDA-Hist.: Q37787077 Status: § 2a Stand der BDA-Liste: 2025-06-30 Name: Kath. Pfarrkirche hl. Margarete GstNr.: 1 Pfarrkirche Scharndorf                                                                  |
| ja   | Datei hochladen | Fundzone Oberfeld HERIS-ID: 16172 Objekt-ID: 12429                                                                               | Brunnengasse 43, bei Standort KG: Scharndorf             | | BDA-Hist.: Q37809302 Status: Bescheid Stand der BDA-Liste: 2025-06-30 Name: Fundzone Oberfeld GstNr.: 642/2, 643/2, 640/1, 640/2, 640/3, 641/1, 641/3, 642/3, 642/1, 643/1, 644/1                         |
| ja   | Datei hochladen | Bildstock HERIS-ID: 15528 Objekt-ID: 11772                                                                                       | Standort KG: Scharndorf                                  | | BDA-Hist.: Q37787693 Status: § 2a Stand der BDA-Liste: 2025-06-30 Name: Bildstock GstNr.: 689 |
| ja   | Datei hochladen | Bildstock HERIS-ID: 15514 Objekt-ID: 11758                                                                                       | Standort KG: Scharndorf                                  | Tabernakelpfeiler mit Pyramidendach, Ende des 17. Jahrhunderts, östlich des Ortes. | BDA-Hist.: Q37787333 Status: § 2a Stand der BDA-Liste: 2025-06-30 Name: Bildstock GstNr.: 785 |
| ja   | Datei hochladen | Figurenbildstock HERIS-ID: 15530 Objekt-ID: 11774                                                                                | Standort KG: Scharndorf                                  | Pfeiler mit Gruppe der Heiligen Dreifaltigkeit von 1856, südöstlich des Ortes. | BDA-Hist.: Q37787767 Status: § 2a Stand der BDA-Liste: 2025-06-30 Name: Figurenbildstock GstNr.: 684 |
| ja   | Datei hochladen | Kath. Filialkirche hl. Nikolaus HERIS-ID: 15441 Objekt-ID: 11685                                                                 | bei Kirchenplatz 3 Standort KG: Wildungsmauer            | Die romanische Kirche wurde um 1200 erbaut, nur Dach mit Dachreiter sind eine Zutat aus dem 19. Jahrhundert. An der Apsis befindet sich ein für die Romanik typischer Rundbogenfries. | BDA-Hist.: Q14912441 Status: § 2a Stand der BDA-Liste: 2025-06-30 Name: Kath. Filialkirche hl. Nikolaus GstNr.: 1/1 Filialkirche hl. Nikolaus Wildungsmauer                                               |
| ja   | Datei hochladen | Gräberfeld Lugschitzer HERIS-ID: 16177 Objekt-ID: 12434                                                                          | Scharndorfer Straße 1, neben Standort KG: Wildungsmauer  | | BDA-Hist.: Q37809367 Status: Bescheid Stand der BDA-Liste: 2025-06-30 Name: Gräberfeld Lugschitzer GstNr.: 314/2, 316/1, 316/2, 317, 318, 500, 315                                                        |
| ja   | Datei hochladen | Gräberfeld Regelsbrunn-Wildungsmauer HERIS-ID: 16173 Objekt-ID: 12430                                                            | Hainburger Straße 46, östlich Standort KG: Wildungsmauer | Anmerkung: Das Gräberfeld erstreckt sich über die beiden Katastralgemeinden Regelsbrunn und Wildungsmauer. | BDA-Hist.: Q37809314 Status: Bescheid Stand der BDA-Liste: 2025-06-30 Name: Gräberfeld Regelbrunn-Wildungsmauer GstNr.: 294, 295/1, 295/2, 297, 298, 299                                                  |
| ja   | Datei hochladen | Bildstock HERIS-ID: 15440 Objekt-ID: 11684                                                                                       | Standort KG: Wildungsmauer                               | Der hohe, massive Tabernakelpfeiler stammt aus dem 17. Jahrhundert. In seinem dreiseitig geöffneten Aufsatz befindet sich ein Relief Maria mit dem Kind. | BDA-Hist.: Q37784897 Status: § 2a Stand der BDA-Liste: 2025-06-30 Name: Bildstock GstNr.: 511 |
| ja   | Datei hochladen | Carnuntum, östliche Zivilstadt mit Stadtmauer und Umfeld der zivilen und militärischen Zentralbereiche HERIS-ID: 113622seit 2022 | Standort KG: Wildungsmauer                               | Anmerkung: Das geschützte Gebiet der Zivilstadt von Carnuntum erstreckt sich über die heutigen Gemeinden Scharndorf, Petronell-Carnuntum und Bad Deutsch-Altenburg. | BDA-Hist.: Q112891422 Status: Bescheid Stand der BDA-Liste: 2025-06-30 Name: Carnuntum, östliche Zivilstadt mit Stadtmauer und Umfeld der zivilen und militärischen Zentralbereiche GstNr.: 247, 245, 246 |